# James Cagney
James Francis Cagney Jr. (New York, 17. srpnja 1899. – Stanford, 30. ožujka 1986.), američki filmski glumac poznat po raznovrsnim ulogama, uključujući prekretnu u filmu Državni neprijatelj. Isprva je bio poznati vodvilj izvođač, osvojio je Oscar za najboljeg glavnog glumca za portret plesača i pjevača u Yankee Doodle Dandyju 1942., ali najpoznatiji je po ulogama 'čvrstih momaka'. Kao i James Stewart, Cagney je postao poznat publici pa su ga obično zvali "Jimmy" Cagney, iako u nijednom filmu nije tako potpisan.
Američki filmski institut 1999. godine proglasio ga je 8. najvećom muškom filmskom zvijezda svih vremena.
Cagney je bio među omiljenim glumcima Stanleyja Kubricka, a Orson Welles ga je proglasio "možda najvećim glumcem koji se ikad pojavio ispred kamere." Warner Brothers je organizirao privatno prikazivanje Cagneyjevih filmova za Winstona Churchilla.
Zaradio je nadimak 'The Professional Againster', a nekoliko je puta napuštao veliki studio Warner Brothers, vraćajući se svaki put pod poboljšanim osobnim i umjetničkim uvjetima. U dva mandata je bio predsjednik Ceha filmskih glumaca, a tijekom Drugog svjetskog rata je u mnogo navrata odlazio na turneje za podizanje morala.

## Životopis

### Rani život
Cagney je rođen u Lower East Sideu, dijelu Manhattana u New Yorku u obitelji Jamesa Cahneyja Sr., Amerikanca irskog podrijetla koji je radio kao barmen i amaterski boksač, i Carolyn Nelson; njegova baka s majčine strane bila je norveška kapetanica broda, dok mu je djed s majčine strane bio Amerikanac iz Irske. Cagney je bio drugo od sedmero djece, od kojih su dvoje umrli nekoliko mjeseci nakon rođenja; sam Cagney je ozbiljno obolio kao dijete, toliko da mu se majka bojala da će umrijeti prije krštenja, što je bio rezultat razine siromaštva u kojem su odrastali. Sva djeca odgojena su kao katolici, svi su primili pričest te bili krizmani.
Crvenokosi, plavooki Cagney maturirao je u srednjoj školi Stuyvesant u New Yorku 1918. te nakon toga pohađao Sveučilište Columbia, gdje je namjeravao diplomirati umjetnost. Uzimao je i sate njemačkog i pridružio se studentskoj vojnoj obuci. Odustao je nakon jednog semestra i vratio se kući nakon smrti oca u epidemiji Španjolske gripe.
U ranom životu se bavio raznim poslovima, sve kako bi pridonio kućnom budžetu: pomoćnik arhitekta, preslikavač u New York Sunu, čuvar u Njujorškoj javnoj knjižnici, nosač u hotelu, crtač i noćni portir. Cagney je vjerovao u teški rad: "Bilo je to dobro za mene. Žao mi je dječaka kojem je u to vrijeme sve bilo lagodno. Odjednom se mora suočiti sa životnim stvarnostima bez mame ili tate da misle umjesto njega."
Kao dječak je vježbao stepovanje (što je vještina koja će mu pomoći da osvoji Oscar), a imao je nadimak 'Cellar-Door Cagney' zbog svoje navike da pleše po položenim podrumskim vratima. Bio je dobar ulični borac, boreći se u ime svoga starijeg brata Harryja studenta medicine kad je to bilo potrebno, ponekad sa svim napadačima. Počeo se baviti amaterskim boksom, a osvojio je naslov viceprvaka u perolakoj kategoriji u državi New York. Bio je dovoljno dobar da ga treneri ohrabre da se okuša kao profesionalac, no majka mu nije dopustila. Igrao je poluprofesionalni bejzbol za lokalnu momčad, a bio je dovoljno dobar da je počeo maštati o igranju u MLB-u.
Njegova veza s filmom počela je na dosta neobičan način; kad je posjećivao tetku u Brooklynu koja je živjela preko puta Vitagraph Studiosa, Cagney bi preskočio ogradu kako bi gledao filmove Johna Bunnyja. Uključio se u amatersku dramsku sekciju, počevši kao rekviziter za kineskog pantomimičara u Settlement Houseu na London Hillu gdje je njegov brat, Harry nastupao u kazalištu. Bio je sretan radeći iza pozornice, nije se zanimao za glumu. Međutim, jedne noći je zamijenio Harryja koji je bio bolestan. James nije bio dobar učenik, ali mu je fotografsko pamćenje proba omogućilo da zamijeni brata bez pogreške. Nakon toga se okušao kao izvođač, nastupivši u mnoštvu uloga u sklopu raznih glumačkih družina.

### Rana karijera (1919. – 1930.)
Dok je 1919. radio za robnu kuću Wanamaker's, Cagney je saznao (od kolege s posla koji ga je prije toga vidio kako pleše) za ulogu u nadolazećoj predstavi Every Sailor temeljenoj na Every Woman, ratnoj drami čiji je sastavni dio bio zbor sastavljen od vojnika obučenih u žene. Cagney se prijavio za ulogu "pjevačice" u zboru, iako je smatrao kako je to gubitak vremena jer je znao samo plesni korak, Peabody, komplicirani korak koji je znao savršeno. No, korak nije bio dovoljan da uvjeri da može plesati pa je počeo kopirati ostale plesače dok je čekao svoju probu. Nije mu bilo čudno niti sram jer će glumiti ženu u kazalištu, a kasnije se prisjetio kako je uspio sakriti svoju prirodnu sramežljivu osobnost kad je stupio na pozornicu:
"Ondje nisam svoj. Nisam taj tip, Jim Cagney, uopće. Izgubio sam pojam o njemu kad sam obukao suknje, vlasulju, boju, puder, perje i šljokice."
Da je odlučivala Cagneyjeva majka, njegova kazališna karijera bi završila nakon što je nakon dva mjeseca napustio Every Sailor; ponosna kao što je bila na njegove izvedbe, smatrala je da treba bolje obrazovanje. S druge strane, Cagney je više cijenio novac, 35 dolara tjedno: "Brdo novca za mene u tim teškim vremenima." Kako bi udovoljio majčinim brigama, pronašao je drugi posao, ovaj put kao mešetar za nekretnine. To ga ipak nije spriječilo da traži nove kazališne angažmane pa je dobio ulogu u zboru u Pitter Patter, za koju je dobivao 55 dolara tjedno, od čega je 40 slao majci. Njegova radna navika bila je tako snažna da je bio i garderobijer jednog od glavnih glumaca, noseći njegovu prtljagu i ujedno ga proučavajući. U zboru je bila 16-godišnja Frances Willard 'Billie' Vernon, s kojom će se vjenčati 1922.
Pitter Patter nije postigao veći uspjeh, ali je bio dovoljno dobar da potraje 32 tjedna, a i omogućio je Cagneyju da se pridruži vodviljskim izvođačima. Cagney i Vernon odlazili su odvojeno na turneje s različitim glumačkim družinama, a ujedinili su se kao Vernon and Nye kako bi izveli jednostavne komične točke i glazbene brojeve. Nye je bila igra riječima izvedena iz posljednjeg sloga njegova prezimena. Jedna od družina kojoj se Cagney pridružio bila je Parker, Rand and Leach kad je Leach otišao. Leach je bio Archie Leach, koji se proslavio kao Cary Grant.
Nakon nekoliko godina turneja, izvedbi i pokušaja da zarade novca za življenje i preživljavanje, Cagney i Vernon su se 1924. preselili u Hawthorne u državi Kalifornija, djelomično stoga kako bi Cagney upoznao novu punicu koja se taman bila preselila ondje iz Chicaga i djelomično zato da pokuša proboj na film. Karte za vlak platio im je prijatelj, agent za odnose s tiskom Pitter Pattera koji je također bio očajan da se probije u glumi i smatrao kako je Hollywood pravo mjesto da se to učini. Nisu bili jako uspješni; Cagneyjev plesni studio imao je nekoliko klijenata te je zatvoren, a on i Vernon su obilazili studije, ali nisu naišli na zanimanje. Na kraju su posudili novac i vratili se natrag u New York i vodvilj u Chicagu i Milwaukeeju, iskusivši neuspjeh u pokušaju da zarade novac u kazalištu.
Cagney je 1925. osigurao svoju prvu značajniju ne-plesnu ulogu. Glumio je mladog grubijana u komadu u tri čina Maxwella Andersona, Outside Looking In, zarađujuću 200 dolara tjedno. Kako je još bio u Pitter Patter, Cagney nije vjerovao da će dobiti ulogu; bila je to drama, a ne vodvilj. Smatrao je kako je ulogu 'Little Reda' dobio samo jer je bio jedan od dvojice crvenokosih izvođača u New Yorku, a pretpostavio je da je dobio ulogu jer mu je kosa crvenija nego ona Alana Buncea. Bez obzira na to, komad je općenito, a pogotovo Cagney, zaradio pozitivne kritike: časopis Life je napisao: "G. Cagney, u ne tako spektakularnoj ulozi za razliku od svojih kolega glumaca, pet minuta šuti u sceni prividnog suđenja, što je nešto iz čega bi mnogi afirmirani glumci mogli izvući korist."
Nakon četveromjesečnog prikazivanja drame, Cagney se vratio u vodvilj u kojem se zadržao sljedeće dvije godine s različitim uspjehom, ali nakon Outside Looking In Cagneyjevi su mnogo lakše mogli plaćati svoje račune. Tijekom ovog razdoblja, Cagney je upoznao Georgea M. Cohana, kojeg je portretirati u Yankee Doodle Dandyju, iako zapravo nisu razmijenili ni riječi.
Cagney je u sezoni 1926.-'27. na West Endu osigurao glavnu ulogu u produkciji Broadwaya Georgea Abbotta. No, unatoč tome što Cagney to nije htio, vodeći ljudi produkcije inzistirali su da kopira broadwaysku izvedbu Leeja Tracyja. Dan prije nego što je predstava zaplovila prema Engleskoj, menadžment je odlučio da Cagneyja treba zamijeniti. Bio je to slijed nepovoljnih događaja za Cagneyja. Nakon logističkih poteškoća koje je to predstavljalo (njihova prtljaga zadržana je na brodu te su se morali odreći apartmana), umalo je napustio šou biznis. Prema Billienim riječima:
"Jimmy je rekao kako je sve gotovo. Odlučio je da će se baviti nečim drugim."
Cagneyjevi su ispoštovali ugovor s kazalištem: Billie je bila u zboru predstave, a uz pomoć Organizacije glumačke pravednosti, Cagney je prihvatio bio zamjenik za Tracyja u broadwaykom komadu, što im je omogućilo siguran prihod. Uz to je i osnovao plesnu školu za profesionalce kako bi usavršio njihove vještine. Zatim je prihvatio još jednu ulogu u predstavi Women Go On Forever, redatelja Johna Cromwella, koja je trajala četiri mjeseca. Pri kraju prikazivanja, Cagney je bio iscrpljen nakon što je i glumio i vodio plesnu školu.
Izgradio je reputaciju kao inovativan učitelj, pa kad je angažiran za glavnu ulogu u Grand Street Follies of 1928, postao je ujedno i koreograf, a predstava je popraćena hvalospjevima. Slijedila je Grand Street Follies of 1929.
Nakon toga je dobio ulogu u Veličanstvenoj Maggie Georgea Kellyja, komadu koji se nije svidio kritičarima, iako Cagneyjeva izvedba jest. Cagney je vidio ovu ulogu (i Women Go On Forever) kao značajnu zbog talenta koji ih je režirao, pa je saznao "čemu redatelj služi i što redatelj može napraviti. Bilo je redatelja koji su mogli glumiti sve uloge u predstavi bolje od glumaca kojima su one pripale."
Cagneyjeva kolegica u Veličanstvenoj Maggie bila je Joan Blondell, a dvojac se udružio ponovno nekoliko mjeseci kasnije u novom komadu Marie Baumer Penny Arcade, predstavi koja će promijeniti Cagneyjev život i osigurati mu lagodniji život.

### Warner Bros. (1930. – 1935.)
Iako kritičari nisu imali osobito povoljno mišljenje o Penny Arcade, Cagney i Blondell su bili izrazito hvaljeni. Al Jolson, osjetivši potencijalni filmski uspjeh, otkupio je prava za 20 tisuća dolara i prodao komad Warner Brothersima uz klauzulu da će Cagney i Blondell biti angažirani za filmsku verziju koja će postati poznata pod nazivom Praznik griješnika, a objavljena je 1930. Cagney je dobivao honorar od 500 dolara tjedno na osnovu trotjednog ugovora. Njegov lik, Harry Delano, je grubijan koji postaje ubojica, ali zarađuje sućut zbog svojeg odgoja. Tako je Cagneyjeva prva filmska uloga navijestila kakve će mu uloge obilježiti kasniju karijeru, one koje izazivaju simpatije za negativca. Odmah je pokazao i tvrdoglavost koja će također karakterizirati njegovu filmsku karijeru, svađajući se s redateljem oko jedne rečenice:
"U predstavi je bila jedna rečenica gdje sam trebao plakati na majčinim grudima... Rečenica je bila, 'Ja sam tvoje dijete, zar ne?' Odbio sam. Adolfi je rekao, 'Reći ću Zanucku.' Rekao sam, 'Ne briga me što ćeš mu reći, neću izgovoriti tu rečenicu.' Izbacili su rečenicu."
Unatoč ovom ispadu, studiju se svidio, a prije nego što je njegov ugovor bio gotov i za vrijeme snimanja, dali su Cagneyju trotjedni produžetak, a nakon toga puni sedmogodišnji ugovor uz honorar od 400 dolara tjedno. No, nije sve bilo ljubičasto za Cagneyja: ugovor je omogućavao Warneru da ga se riješi na kraju svakog 40-tjednog razdoblja, što mu je osiguravalo dohodak za 40 tjedana i nakon što više ne bi bilo garancija. Kao i dok je odrastao, Cagney je dijelio novac sa svojom obitelji.
Uz dobre kritike koje je zaradio, odmah je nastupio u još jednoj gangsterkoj ulozi u filmu Vrata pakla koji je postao financijski hit, što je pomoglo cementiranju Cagneyjeve reputacije. Snimio je još četiri filma prije uloge koja će mu promijeniti karijeru.
Niz gangsterskih filmova Warner Brothersa, posebno Mali Cezar s Edwardom G. Robinsonom, te Cagneyjeve odlične kritike u gangsterskim filmovima u njegovoj kratkoj filmskoj karijeri, spojili su se 1931. u filmu Državni neprijatelj. Cagney je trebao glumiti pozitivca Matta Doylea, nasuprot Edwarda Woodsa u ulozi Tyronea Powersa. No, nakon prvotnog snimanja, dvojac se zamijenio. Film je bio niskobudžetni, a na njegovu produkciju utrošeno je 151 tisuća dolara, no zaradio je više od milijun dolara, postavši tako jedan od prvih niskobudžetnih filmova kojem je to pošlo za rukom.
Iako se sama kvaliteta filma nije shvatila još mnogo godina kasnije, Cagneyjeva izvedba sigurno jest. New York Herald opisao je njegovu izvedbu kao "najokrutniju nesentimentalnu odu niskosti beznačajnog ubojice koju je kinematografija ikad doživjela." Cagney je dobio najistaknutiji potpis, i iako je priznao važnost uloge za svoju karijeru, uvijek je nijekao kako je uloga promijenila način kako se junaci i glavni glumci portretiraju, navodeći šamaranje Clarka Gablea Barbare Stanwyck šest mjeseci ranije (u Noćnoj bolničarki) kao važnije. Unatoč tome, scenu u kojoj Cagney udara Mae Clarke grejpfrutom u lice mnogi su kritičari navodili kao jednu od najvažnijih u filmskoj povijesti. Sama scena je zapravo kasni dodatak. Tko se sjetio ideje je stvar rasprave; producent Darryl F. Zanuck je tvrdio kako se sjetio toga za vrijeme rasprave o scenariju; redatelj William Wellman je tvrdio da mu je ideja pala na pamet kad je vidio grejpfrut na stolu tijekom snimanja, a scenaristi Glasmon i Bright su rekli kako je scena temeljena na stvarnom životu sitnog gangstera Hymieja Weissa koji je bacio omlet u lice svoje djevojke iz tog vremena. Sam Cagney je obično navodio scenarističku verziju, ali žrtva voća, Clarke, složila se da je to bila Wellmanova ideja, rekavši, "Žao mi je što sam pristala na taj dio s grejpfrutom. Nikad nisam sanjala da će biti prikazano u filmu. Redatelj Bill Wellman sjetio se ideje iznenada. Čak nije ni unesena u scenarij."
Utjecaj scene bio je toliki da su filmaši ponavljali njeno nasilje mnogo puta u filmskoj povijesti; u Velikoj hajci Lee Marvin prolijeva kavu u lice Glorije Grahame, a Richard Widmark u Poljupcu smrti gura staricu niz stepenice, a obje uloge bile su pod izravnim utjecajem Toma Powersa. Samom Cagneyju je u gotovo svakom restoranu koji je posjetio bio ponuđen grejpfrut godinama kasnije, a Clarke je tvrdila kako joj je scena praktički uništila karijeru jer su je kasnije angažirali za takve stereotine uloge.
Cagneyjeva tvrdoglavost postala je dobro poznata iza kulisa, a pročula se nakon što je odbio prisustvovati na dobrotvornoj zabavi koju je organizirao Douglas Fairbanks, Jr. Doniranje novca nije bio problem, nego to što je bio prisiljen pojaviti se. Već prije toga je zaradio nadimak 'The Professional Againster'.
Warneri su htjeli spojiti svoje dvije 'gangsterske' zvijezde u usponu, Cagneyja i Robinsona, u Cagneyjevu sljedećem filmu (za koji je dobio sekundarni potpis), Smart Money iz 1931. Studio je bio tako odlučan da se nadoveže na uspjeh Robinsonova Malog Cezara da je Cagney zapravo snimao Smart Money u isto vrijeme kad i Državnog neprijatelja. Kao i u tom filmu, Cagney je trebao biti fizički nasilan prema ženi, ovaj put ošamariti Evalyn Knapp, što je bio signal Warnerima da moraju zadržati Cagneyja pod okom javnosti.
Uz uvođenje Produkcijskog koda 1930., s posebnim naglaskom na njegove ukaze o filmskom nasilju, Warneri su odlučili dopustiti Cagneyju da promijeni ritam, pa su ga angažirali za komediju Blonde Crazy, ponovno s Blondell.
Kad je završio snimanje ove komedije, Državni neprijatelj je ispunjavao kina s cjelonoćnim prikazivanjima, a Cagney je počeo uspoređivati svoje honorare s onim glumaca s jednakim statusom, smatravši kako ugovor dopušta korekciju honorara na temelju uspjeha svojih filmova. Warneri se nisu složili i odbili povećanje plaće, a inzistirali su na tome da Cagney nastavi promovirati filmove studija, čak i one u kojima nije nastupio, čemu se suprotstavio. Nije htio da ga se iskorištava i spakirao se, ostavio svoj apartman bratu Billu da se brine za njega i vratio se u New York s Billie.
Dok su Cagneyjevi bili u New Yorku, brat Bill, koji je postao Jamesov agent, započeo je razgovore sa studijem o značajnom povećanju honorara i više osobne slobode. Warnerova odluka bila je pod pritiskom uspjeha Blonde Crazy pa su na kraju ponudili Cagneyju poboljšani ugovor od tisuću dolara tjedno.
Njegov prvi po povratku iz New Yorka bio je Taksi iz 1932., film značajan iz dva razloga: bio je to prvi put da je Cagney plesao na filmu i posljednji put da dopušta da ga ustrijele pravom municijom, što je u to vrijeme bila česta pojava, prije nego što su usavršeni slijepi metci i žabice. To je iskusio i u Državnom neprijatelju, ali je ovo bilo prvi put da umalo nije pogođen. Kritičari su ponovno hvalili film, a Warneri su dobili još jedan hit kojeg su slijedili Gomila urla i Pobjednik uzima sve.
Taksi je bio izvor jedne od najviše pogrešno citiranih Cagneyjevih izjava. Cagney zapravo nikad nije rekao "Oooh, you dirty rat!" ("Oooh, ti prljavi štakoru!"), koju se često navodili mnogi imitatori; najbliže onom što je rekao u Taksiju je, "Come out and take it, you dirty, yellow-bellied rat, or I'll give it to you trough the door!" (Izađi i suoči se, ti prljavi, kukavički štakoru, ili ću te srediti kad provalim kroz vrata!").
Unatoč ovom uspjehu, Cagney nije bio sretan ugovorom, želeći više novca za svoje uspješne filmove i ponudivši smanjenje honorara ako mu slava u budućnosti počne blijediti. Warneri su odbili, a Cagney je opet napustio studio. Tražio je 4000 dolara tjedno, što je bio iznos koji su dobivali Edward G. Robinson, Douglas Fairbanks, Jr. i Kay Francis. Warneri su ovaj odbili pristati na njegove uvjete i suspendirali ga. Glumac je najavio da će sljedeća tri filma odraditi besplatno ako Warneri otkažu preostalih pet godina njegova ugovora. Prijetio je i da će napustiti Hollywood i vratiti se na Sveučilište Columbia i poći stopama svoje braće na medicinskom fakultetu. Nakon šestomjesečne suspenzije, pojavio se dogovor, koji je isposlovao Frank Capra, a po kojem je Cagney dobio povećani honorar oko 3000 dolara tjedno i garanciju na maksimalno četiri filma godišnje i prvi potpis.
Iako se to moglo činiti okrutno u kontekstu Velike depresije koja je harala svijetom, Cagney je saznao o studijskom sustavu koji im je omogućavao ogromne profite, pa je bio odlučan da razdijele bogatstvo. Novac i dobra slao je i starim prijateljima iz svog susjedstva, iako nije htio da se to sazna. Cagneyjevo inzistiranje na ne više od četiri filma po godini bilo je temeljeno na njegovu iskustvu o glumačkoj razmjeni u Hollywoodu gdje su glumci - čak i tinejdžeri - uobičajeno radili 100 sati tjedno kako bi uspjeli snimiti zakazane filmove. To iskustvo bit će sastavni dio njegova sudioništva u osnivanju Ceha filmskih glumaca, koji je formiran 1933.
Cagney se vratio u studio i snimio Hard to Handle, nakon čega je slijedio niz filmova, uključujući hvaljenu Lakonogu paradu, koja je omogućila Cagneyju da se vrati svojim plesačkim korijenima, a ujedno je bio i prvi Warnerov mjuzikl. Smatra se jednim od Cagneyjevih najboljih ranih filmova. Njegov sljedeći poznati film bio je Here Comes the Navy u kojem se po prvi put udružio s Patom O'Brienom, kasnijim dugogodišnjim prijateljem.
1935. je bila kritična godina za Cagneyja. Prvi put je naveden kao jedan od deset najplaćenijih holivudskih glumaca. Sve je češće dobivao uloge izvan gangsterskog žanra; u Ratu gangsterima je glumio odvjetnika koji se pridružuje FBI-ju; u Sanu Ivanjske noći je ostvario svoju prvu i jedinu šekspirijansku ulogu kao Nick Bottom. U filmu je nastupio i Mickey Rooney kao Puck, no kritičari nisu imali mnogo riječi hvale za film.
Cagneyjev posljednji film iz 1935. bio je Ceiling Zero i njegov treći s Patom O'Brienom. Značajno je da je O'Brien dobio prvi potpis, što je bilo kršenje Cagneyjeva ugovora. To, u kombinaciji s činjenicom da je 1934. snimio pet filmova, protiv klauzula svojeg ugovora, bilo je previše za Cagneyja pa je podigao tužbu protiv Warnera zbog kršenja stavki ugovora. Parnica se odužila na nekoliko mjeseci. Cagneyja su kontaktirali David O. Selznick i Samuel Goldwyn, ali nijedan nije bio u poziciji da mu ponudi posao zbog parnice koja je još bila u tijeku.
Dok se pravna nesuglasica nastavljala, tijekom čega je Cagneyjev brat Bill bio njegov zastupnik, James i Billie su se vratili u New York i tražili zemljište gdje bi se on mogao posvetiti svojoj farmerskoj strasti.

### Nezavisne godine (1936. – 1937.)
Cagney je većinu sljedeće godine proveo na svojoj farmi, a vratio se samo kad ga je Edward L. Alperson iz novog, nezavisnog studija Grand National kontaktirao da snima filmove za 100 tisuća dolara po filmu i uz 10 posto od profita. Cagney je snimio dva filma, Great Guy i Something to Sing About. Zaradio je dobre recenzije za oba filma, ali ukupna produkcijska kvaliteta nije bila na Warnerovoj razini i filmovi nisu prošli jako uspješno. Planiran je i treći film (Dinamit), ali je Grand Nationalu ponestalo novca.
Tajming je bio odličan za Cagneyja, jer je sud presudio u njegovu korist. Učinio je ono što su mnogi smatrali nezamislivim; okrenuo se protiv studija i pobijedio. Ne samo da je odnio pobjedu, nego su Warneri shvatili kako je on još velika zvijezda pa su ga pozvali natrag uz petogodišnji ugovor vrijedan 150 tisuća dolara, uz klauzulu od ne više od dva filma godišnje i onu da Cagney ima puno pravo pristati ili ne pristati na određeni film. Williamu Cagneyju je ugovorom bilo zagarantiran status pomoćnog producenta na filmovima u kojima bi James nastupio.
Cagney je stekao moć da može napustiti studio ako on ne bude poštivao dogovoreno:
"Otišao sam jer sam ovisio o tome da će se šefovi studija držati ovog ili onog obećanja, a kad obećanje nije bilo održano, moj jedini odgovor je bio da ih lišim svojih usluga."
Sam Cagney naglasio je važnost odlaska za glumce u slamanju dominacije studijskog sustava. Obično kad bi zvijezde odlazile, vrijeme koje bi bile odsutne bilo bi dodano na kraj njihova već dugog ugovora, što se dogodilo Oliviji de Havilland i Bette Davis. Cagney je mogao otići i vratiti se s poboljšanim ugovorom. Cijeli je Hollywood pozorno pratio proces tražeći odgovor kako bi se u budućnosti ugovori mogli sklapati.
Eksperiment Grand Nationala bio je uspjeh za Cagneyja u umjetničkom smislu jer je bio u mogućnosti da se odmakne od svojih tradicionalnih uloga grubijana u Warnerovim filmovima kako bi mogao portretirati simpatičnije junake. Koliko je mogao eksperimentirati i razvijati se nikad se neće znati, ali povratak u Warner je značio povratak igranju grubijana.

### Povratak u Warner Bros. (1938. – 1942.)
U oba Cagneyjeva filma iz 1938. nastupio je Pat O'Brien: Boy Meets Girl i Anđeli garava lica. U prvom se Cagney našao u komičnoj ulozi koja je zaradila podijeljene reakcije. Warneri su dopustili Cagneyju da promijeni ritam, ali su bili odlučni u namjeri da se vrati onom što im je donosilo novac, tj. ulogama grubijana. Ironično, scenarij za Anđele bio je jedan od onih za koje se Cagney nadao da će snimiti za Grand National, ali studio nije mogao pronaći potrebna sredstva.
Cagney je nastupio u ulozi Rockyja Sullivana, gangstera koji je izašao iz zatvora u potrazi za svojim bivšim partnerom (kojeg je u sporednoj ulozi glumio Humphrey Bogart) koji mu duguje novac. Dok posjećuje mjesto u kojem je odrastao, naleti na svog starog prijatelja Jerryja Connollyja koji je u međuvremenu postao svećenik koji se brine za Dead End Kidse. Djeca u Rockyju vide idola, što brine Connollyja. Nakon pucnjave sa smrtnim ishodom, policija uhiti Sullivana i on biva osuđen na smrt na električnoj stolici. Connolly zamoli Rockyja da odglumi kukavicu na putu prema stolici kako bi djeca izgubila poštovanje za njega i eventualno napustili svoj kriminalni način života. Sullivan odbije, ali na putu prema stolici počne moliti da mu poštede život. Film je dvoznačan u smislu da li se radi o stvarnom kukavičluku ili gluma zbog djece. Sam Cagney je odbio reći, inzistirajući na tome da voli dvoznačnost i da publika sama zaključi o čemu se radi. Film se smatra jednim od Cagneyjevih najboljih, a 1938. mu je donio i nominaciju za Oscar za najboljeg glavnog glumca (izgubio ga je od Spencera Tracyja za Grad dječaka, ulogu za koju je, ironično, Cagney bio razmatran, ali je izgubio zbog svog imidža negativca. No, osvojio je nagradu za najboljeg glumca Kruga filmskih kritičara New Yorka.
Cagneyjevo ranije inzistiranje na ne-snimanju s pravom municijom došlo je do vrhunca na snimanju Anđela garava lica. Nakon što mu je rečeno kako će snimati scenu s pravim metcima iz strojnice, Cagney je odbio i inzistirao na tome da se pucnjevi nadodaju u post-produkciji. Ispalo je da je u pravu jer je metak prošao točno onuda gdje mu je trebala biti glava. U prvoj je godini po povratku u Warner Bros. postao najplaćeniji glumac studija.
Svoje prvo filmsko desetljeće završio je 1939. filmom Burne dvadesete, svojim prvim s Raoulom Walshom i posljednji s Bogartom. Bio je to, na opće iznenađenje, njegov posljednji 'gangsterski' film u deset godina. Cagney je ponovno zaradio dobre kritike. Burne dvadesete bio je i posljednji film gdje se nasilje objašnjavalo kao posljedica lošeg odgoja ili okoline koja okružuje junaka, kao u Državnom neprijatelju. Od te točke nadalje, nasilje se pripisivalo ludilu, kao u Usijanju. 1939. je bio drugi najplaćeniji glumac, iza Garyja Coopera, s 368,333 dolara.
Njegova sljedeća poznata uloga bila je ona Georgea M. Cohana u Yankee Doodle Dandyju, filmu kojim se sam Cagney "osobito ponosio" i smatrao svojim najboljim.
Producent Hal Wallis rekao je kako je, nakon što je vidio Cohana u I'd Rather Be Right, pomislio kako ga može odglumiti samo Cagney. Sam glumac je, s druge strane, inzistirao kako je prvi izbor bio Fred Astaire koji je odbio ulogu.
Snimanje je počelo dan prije napada na Pearl Harbor, a glumci i ekipa radili su u "patriotskom zanosu" jer im je uključenje SAD-a u Drugi svjetski rat dalo osjećaj da bi "mogli poslati posljednju poruku iz slobodnog svijeta", prema riječima glumice Rosemary DeCamp.
Sam Cohan je imao privatnu projekciju, malo prije svoje smrti, a zahvalio je Cagneyju "na sjajnom poslu". Prihodi od ulaznica za premijeru, koje su se kretale od 25 do 25,000 dolara, doprinijele su 5,750,000 dolara u ratnim obveznicama za američki ratni fond.
Mnogi kritičari u to vrijeme i kasnije proglasili su film Cagneyjevim najboljim i vukli paralele između Cohana i Cagneyja; karijera započeta u vodvilju, godine probijanja prije dostizanja vrhunca svoje profesije, okruženost obitelji (tijekom svoje karijere, braća Bill i Ed te sestra Jeanne radili su za Cagney Productions), rani brak, i supruga koja je bila sretna sjediti u sjeni dok on zauzima svjetla pozornice).
| "Pametan, oprezan, tvrdoglav, Cagney je tipični Amerikanac kao sam Cohan... Bila je to izvanredna izvedba, vjerojatno Cagneyjeva najbolja, a Yankee Doodlea čini otmjenim."— Časopis Time |

Bio je to sigurno Cagneyjev najvažniji film u smislu nagrada jer mu je donio Oscar za najboljeg glavnog glumca (koji se našao među tri druga osvojena Oscara i osam nominacija). U svojem zahvalnom govoru, Cagney je rekao:
"Uvijek sam tvrdio za ovaj posao, dobar si koliko drugi misle da jesi. Lijepo je znati da ste vi smatrali kako sam obavio dobar posao. I ne zaboravite da je to bila i dobra uloga."
Na krilima svog najvećeg uspjeha, i pogotovo što on nije došao s gangsterskim filmom, Cagney je smatrao da je ponovno vrijeme da napusti Warner. Izvisio je u Gradu dječaka zbog Tracyja, izgubio je ulogu trenera američkog nogometa Knutea Rocknea u Knute Rockne, All American zbog svog prijatelja Pata O'Briena, oboje zbog imidža grubijana koji je Warner razvijao o njemu.
Osvojivši Oscar u vrijeme kad je njegov ugovor s Warnerom trebao ići na obnavljanje, mogao je tražiti što god je htio i dali bi mu, ali Cagney je bio odlučan da bude svoj čovjek, pa je u ožujku 1942. najavio da on i njegov brat Bill pripremaju da 'Cagney Productions' objavljuje svoje filmove preko United Artistsa.

### Ponovna nezavisnost (1942. – 1948.)
Ponovno slobodan od Warnera, Cagney je neko vrijeme proveo odmarajući se na farmi u Martha's Vineyardu, nakon čega se dobrovoljno prijavio United Service Organization (USO) i proveo nekoliko tjedana zabavljajući američke vojnike vodviljskim točkama i scenama iz Yankee Doodle Dandyja. U rujnu 1942. je izabran za predsjednika Ceha filmskih glumaca.
Gotovo godinu dana nakon najave osnivanja vlastite produkcijske tvrtke, u ožujku 1943. Cagneyjeva nova kompanija producirala je svoj prvi film, Johnny Come Lately. Dok je većina velikih studija producirala patriotske ratne filmove, Cagney je bio odlučan u namjeri da se drži svog puta i nastavi pokušavati otresti se svog imidža negativca pa je producirao filmove koji bili "potpuni i veseli primjerci Cagneyjeva 'alter-ega' na filmu." Prema Cagneyjevim riječima, "film je donio novac, ali nije bio veliki pobjednik", dok su kritike varirale od odličnih u Timeu do loših u njujorškom PM-u.
Nakon završetka snimanja filma, Cagney se vratio u USO i započeo turneju po američkim vojnim bazama u Ujedinjenom Kraljevstvu. Odbio je davati intervjue za britanske novine, koncentrirajući se na probe i predstave, državši po nekoliko izvedbi istog dana. Predstava naziva The American Cavalcade of Dance sastojala se od povijesti američkog plesa, od najranijih dana preko Freda Astairea uz kulminaciju s plesovima iz Yankee Doodle Dandyja.
Drugi film koji je Cagneyjeva kompanija producirala bio je Krv na suncu, za kojeg je Cagney, koji je inzistirao da sam izvede kaskaderske scene, vježbao judo s Kenom Kuniyukijem, judo stručnjakom, te Jackom Halloranom, bivšim policajcem. Cagneyjevi su se nadali da će njegov film s naglaskom na akciju biti privlačniji publici, ali film se pokazao većim promašajem od Johnny Come Lately.
U to je vrijeme čuo za Audieja Murphyja, mladog ratnog heroja koji se pojavio na naslovnici časopisa Life. Cagney je mislio da ima izgled potreban za uspjeh na filmu pa mu je sugerirao da dođe u Hollywood na probu, ali Murphy nije znao glumiti pa je njegov ugovor iznajmljen i poslije prodan.
Dok je pregovarao o pravima za njihov treći film, Cagney je prihvatio ponudu 20th Century Foxa za nastup u 13 Rue Madelaine za 300 tisuća dolara koje će dobiti za dva mjeseca snimanja. Film je bio uspjeh, a Cagney je bio odlučan da preuzme produkciju svog sljedećeg projekta, adaptacije broadwayskog komada The Time of Your Life Williama Saroyana. Samom Saroyanu se svidio film, ali bio je komercijalna katastrofa koja je stajala kompaniju pola milijuna dolara, dok se publika mučila s idejom da se Cagney udaljava od uloga negativaca.
Cagney Productions se našao u velikim problemima; slabi profiti od produciranih filmova i pravni spor sa Sam Goldwyn Studiom oko posudbenog dogovora prisilili su Cagneyja da se vrati Warnerima. Potpisao je distribucijsko-produkcijski ugovor s Warnerima za film Usijanje, čime je Cagney Productions postao dio Warner Brosa.

### Povratak u Warner (1949. – 1955.)
Cagneyjev portret Codyja Jarrettta u Usijanju 1949. je jedan od njegovih najupečatljivijih. Film se promijenio u deset godina nakon što je Raoul Walsh posljednji put surađivao s Cagneyjem u Burnim dvadesetima, a i Cagneyjev portret gangstera se također izmijenio. Za razliku od Toma Powersa u Državnom neprijatelju, Jarrett ima malo ili nimalo simpatičnih osobina. U 18 proteklih godina, Cagney je posijedio i po prvi put imao trbušinu.
Film ima brojne nezaboravne scene i rečenice. Cagneyjeva završna rečenica u filmu "Made it, Ma! Top of the world!" ("Uspio sam, mama! Na vrhu sam svijeta!") prije velike eksplozije izabrana je kao 18. najbolji filmski citat u izboru Američkog filmskog instituta. Cagneyjeva eksplozija bijesa nakon što su mu u zatvoru rekli za majčinu smrt je jedna od njegovih najupečatljivijih i najiznimnijih izvedbi.
Nasilje koje je unio u ulogu prestravilo je neke statiste na setu zbog destrukcije koju je Cagney prouzročio. Kao glavnu inspiraciju za svoju izvedbu naveo je izljeve bijesa svog oca alkoholičara koje je vidio kao dijete, kao i nekog koga je vidio tijekom posjeta umobolnici.
| "Paranoični ubojica s majčinskom fiksacijom."— Opis Codyja Jarretta iz Usijanja u publikaciji Warner Brosa |

Film je postigao kritički uspjeh, iako su se neki kritičari čudili društvenom utjecaju lika kojeg uopće nisu smatrali simpatičnim. Cagney se s druge strane i dalje mučio s poistovjećivanjem s gangsterskim ulogama, rekavši novinaru, "To je ono što ljudi žele da radim. Jednog dana, ipak, želim snimiti drugi film koji bi mogla vidjeti i djeca."
Međutim, Warneri su, vjerojatno u potrazi za novim Yankee Doodle Dandyjem, Cagneyju za sljedeći film dali mjuzikl, Priču iz West Pointa iz 1950. s Doris Day, glumicom kojoj se divio.
Sljedeći film bio je još jedan gangsterski, Kiss Tomorrow Goodbye, koji je bio prvi film Cagney Productionsa za Warner od povratka. Iako su ga kritičari nepovoljno uspoređivali s Usijanjem, postigao je pristojan uspjeh na box officeu, od čega je 500 tisuća dolara otišlo bankarima Cagney Productionsa kojima su otplaćeni dugovi kompanije.
No, tvrtka se nije pokazala osobito uspješnom pa je 1953. ukinuta nakon što je William Cagney producirao svoj posljednji film, Lav je na ulici.
Cagneyjeva najpoznatija uloga u pedesetima bila je ona iz filma Voli me ili ostavi iz 1955., i njegov treći s Day. Glumio je Martina "Moea Šepavca" Snydera, hromog američko-židovskog gangstera iz Chicaga, ulogu koju je odbio Spencer Tracy. Cagney je opisao scenarij "iznimno rijetkim, savršenim". Kad je film objavljen, Snyder je navodno pitao kako je Cagney tako uvjerljivo kopirao njegovu šepavost, ali sam Cagney je tvrdio da nije, nego da je izvedbu temeljio na osobnim promatranjima drugih ljudi koji su šepali: "Što sam ja radio, bilo je vrlo jednostavno. Samo sam udarao nogom prema dolje dok sam hodao. To je sve."
Izvedba mu je donijela novu nominaciju za Oscar za najboljeg glumca, 17 godina nakon prve. Recenzije su bile odlične, a film se smatra jednim od najboljih u njegovoj kasnijoj karijeri. U Day je pronašao partnericu s kojom je mogao graditi odnos kakav je imao s Joan Blondell na početku svoje karijere, a sama Day je imala samo riječi hvale za Cagneyja.
"On je najprofesionalniji glumac kojeg sam upoznala. Uvijek je bio 'stvaran'. Jednostavno sam zaboravila da snimamo film. Njegove bi oči uistinu zasuzile kad bi snimali emotivnu scenu. I nikad niste trebali kapi kako bi učinili oči sjajnima dok je Jimmy bio na setu."
Cagneyjev sljedeći film bio je Gospodin Roberts, redatelja Johna Forda u kojem je trebao nastupiti Spencer Tracy. Tracyjevo sudjelovanje bilo je ključno u pridobivanju Cagneyja da prihvati manju ulogu, iako na kraju Tracy nije prihvatio ulogu te je zamijenjen Henryjem Fondom. Cagney je radio s Fordom na Cijeni slave, a slagali su se relativno dobro. No, čim je Ford sreo Cagneyja na aerodromu, upozorio ga je da moraju "skupiti guzice", što je iznenadilo Cagneyja.
| "Najradije bih ga razbio. Bio je vraški zloban prema svima. Bio je pravi odvratni starac."— Cagney o Johnu Fordu |

Sljedećeg dana, glumac je malo zakasnio na set, a Ford je bio bijesan. Cagney ga je odmah prekinuo, rekavši "Kad smo počeli ovaj film, rekao si da moramo skupiti guzice prije sve to završi. Ja sam spreman odmah - jesi li ti?" Ford se udaljio, a on i Cagney više nisu imali problema, iako mu se Ford nikad nije osobito sviđao.
Cagneyjeva moć zapažanja sitnih detalja u izvedbama drugih glumaca ponovno se javila tijekom snimanja Gospodina Robertsa. Dok je nekoliko mjeseci ranije gledao televizijsku seriju Kraft Music Hall, Cagney je zapazio da je Jack Lemmon ljevoruk. Prva stvar koju je upitao Lemmona kad su se susreli na snimanju bilo je da li se još uvijek služi lijevom rukom. Lemmon je bio šokiran jer je u seriji improvizirao, nikome nije rekao i mislio kako nitko nije primijetio.
"Njegove moći opažanja moraju biti apsolutno nevjerojatne s obzirom na činjenicu da se toga sjetio. Bio sam jako polaskan.
Film je bio veliki uspjeh te zaradio tri nominacije za Oscara, za najbolji film, najbolji zvuk i najboljeg sporednog glumca za Lemmona, koji je osvojio nagradu. Iako Cagney nije bio nominiran, istinski je uživao u produkciji. Snimanje na Midway Islandu i manja uloga značili su da je imao vremena opustiti se i baviti se slikanjem te crtanjem karikatura glumaca i produkcijske ekipe.

### Kasnija karijera (1955. – 1961.
Cagney je radio za MGM na vesternu Tribute to a Bad Man, a nastupio je u ulozi koja je originalno pisana za Spencera Tracyja. Cagney je pokupio pohvale za svoju izvedu, a i studio je bio zadovoljan pa mu je ponudio These Wilder Years s Barbarom Stanwyck. Cagney i Stanwyck su se dobro slagali, oboje su radili u vodvilju, a na setu su zabavljali glumce i ekipu pjevanjem i plesanjem.
Cagney je 1956. preuzeo jednu od svojih rijetkih televizijskih uloga, nastupivši u Vojnici se vraćaju iz rata Roberta Montgomeryja, čineći uslugu Montgomeryju kojem je trebao jaki jesenski uvodnik kako bi mreža odustala od otkazivanja njegove serije. Cagneyjevo pojavljivanje osiguralo je uspjeh serije. Kasnije je jasno naglasio novinarima kako televizija nije njegov medij: "Radim dovoljno na filmovima. Ovo je posao visokih tenzija. Iznimno cijenim ljude koji se bave ovim poslom svaki tjedan, ali to nije za mene."
Cagneyjev najznačajniji film iz 1956. bio je Čovjek s tisuću lica, u kojem je glumio Lona Chaneyja, za čiju je ulogu pobrao odlične kritike. New York Journal American naveo ju je kao jednu od njegovih najboljih, a film snimljen za Universal postao je veliki komercijalni hit. Cagneyjeve oponašateljske vještine uz fizičku sličnost s Chaneyjem ponovno su mu omogućile da izazove simpatije za svoj lik. Bio je to posljednji put kad je Cagney nastupio zajedno sa sestrom Jeanne.
1957. se po prvi i posljednji put preselio iza kamere kako bi režirao Prečac za pakao, obradu filma iz 1941. Alana Ladda This Gun for Hire prema romanu Grahama Greenea A Gun for Sale. Cagneyju su prijatelji dugo govorili kako bi bio odličan redatelj, a kad ga je kontaktirao producent i prijatelj A. C. Lyles, instinktivno je pristao. Odbio je honorar rekavši kako je glumac, a ne redatelj. Film je bio niskobudžetan i snimljen na brzinu. Cagney je prisjetio: "Snimili smo sve u dvadeset dana, a to je bilo dovoljno dugo za mene. Bilo mi je dosadno, ne želim govoriti drugima što da rade."
Cagneyjev sljedeći film snimljen je više od godinu dana kasnije, 1959., kad je putovao u Irsku kako bi snimao Shake Hands with the Devil, redatelja Michaela Andersona. Dok je bio u Irskoj, Cagney se nadao da će uspjeti otkriti svoje obiteljsko stablo, ali manjak vremena i loše vrijeme spriječili su ga u toj želji. Poruka filma kako nasilje stvara nasilje bilo je ono što je privuklo Cagneyja, koji je igrao zapovjednika Irske republikanske armije, a rezultiralo je onim što su kritičari ocijenili kao jednom od najboljih izvedbi u njegovoj kasnijoj karijeri.
Karijera mu se sada našla u silaznoj putanji, a 1960. je snimio samo jedan film, hvaljeni The Gallant Hours u kojem je glumio admirala Williama F. "The Bulla" Halseyja. Film se, iako smješten u vrijeme Bitke za Guadalcanal u Pacifiku za vrijeme Drugog svjetskog rata, nije bavio toliko ratom koliko se fokusirao na efekte zapovijedanja. Film je označio i oživljavanje (doduše samo imenom) Cagney Productionsa, koja je dijelila produkciju s tvrtkom Roberta Montgomeryja, koji je i režirao film. Postao je uspješan, a Bosley Crowther iz The New York Timesa istaknuo je njegovu zvijezdu: "Izvedba g. Cagneyja je ta, kontrolirana do posljednjeg detalja, koja daje život i snagu, herojsku staturu glavnoj figuri filma. U njoj nema hvalisanja, natezanja za odvažnim i lukavim efektima. To je jedan od najtiših, najreflektivnijih, najprofinjenijih izvedbi koje je g. Cagney ikad odigrao."
Cagneyjev posljednji film, bar za sljedećih dvadeset godina, bit će komedija. Redatelj Billy Wilder osobno ga je izabrao za ulogu podružnog direktora Coca-Cole u filmu Jedan, dva, tri. Cagneyja je zabrinjavao scenarij jer se sjetio kako su 23 godine prije toga scene iz Boy Meets Girl morale biti presnimavane kako bi ih se učinilo smješnijima na način da ih se ubrza. Cagney je dobio potvrdu od Wildera kako je scenarij izbalansiran. Snimanje nije prošlo lako, s time da je jedna scena zahtijevala 50 ponavljanja, na što Cagney nije bio naviknuo. Zapravo, snimanje je bilo jedno od najgorih Cagneyjevih iskustava u njegovoj dugoj karijeri. Jedna od pozitivnih stvari koja je proizašla iz svega bilo je prijateljstvo s Pamelom Tiffin, kojoj je davao glumačke savjete, prenoseći tajne koje je naučio tijekom karijere: "Uđeš, posadiš se čvrsto na obje noge, pogledaš drugog tipa u oči i rekneš istinu."
Tijekom snimanja Jedan, dva, tri, Cagney je po prvi put razmišljao o odustajanju prije završetka snimanja; smatrao je kako je previše vremena radio u studijima, a nakon posjeta koncentracijskog logora Dachau, odlučio je da mu je dosta i umirovio se.

### Umirovljenje (1964. – 1984.)
Cagney je u mirovini ostao dvadeset godina. Nakon što je odbio igrati Alfreda Dollitea u My Fair Lady, bilo mu je lakše odbijati druge ponude za povratak. Nekoliko se puta pojavio u javnosti, zime je provodio u Los Angelesu, a ljeta na svojoj farmi u Martha's Vineyardu, ili u Verney Farmsu u New Yorku. Dok su bili u New Yorku, on i Billie održali su nekoliko zabava u retoranu Silver Horn, gdje su upoznali vlasnicu Marge Zimmermann.
Cagneyju je dijagnosticiran glaukom pa je počeo uzimati kapi za oči, no i dalje je imao problema s vidom. Na prijedlog Zimmermann, posjetio je drugog liječnika koji je otkrio kako je dijagnoza pogrešna te da je Cagney zapravo dijabetičar. Zimmermann je tada preuzela na sebe skrb za Cagneyja, pripremajući mu objede kako bi smanjio razinu triglicerida u krvi koji su dostigli alarmantne proporcije. Uspjeh je bio vidljiv kad se Cagney pojavio na svojoj dodjeli nagrade za životno djelo Američkog filmskog instituta 1974. desetak kilograma lakši i s poboljšanim vidom.
Na samu svečanost, koju su otvorili Charlton Heston i Frank Sinatra, došle su mnoge holivudske zvijezde - više nego na ijedan drugi događaj u dotadašnjoj povijesti - tako da je jedan kolumnist napisao kako bi bomba u dvorani dokrajčila filmsku industriju. Tijekom zahvalnog govora, Cagney se našalio s imitatorom Frankom Gorshinom, rekavši, "Oh, Frankie, nikad nisam rekao 'MMMMmmmm, ti prljavi štakoru!' Zapravo sam rekao 'Judy, Judy, Judy!'" što je jedan od najslavnijih pogrešnih citata pripisanih Caryju Grantu.
| "Mislim da je on neka vrsta genija. Njegov instinkt, to je nešto nevjerojatno. Mogao sam jednostavno ostati kod kuće. Jedna od kvaliteta briljantnog glumca je ta da stvari izgledaju bolje na ekranu nego na setu. Jimmy ima tu kvalitetu."— Redatelj Miloš Forman o Cagneyju |

Cagney je 1977. u Coldwater Canyonu doživio lakši srčani udar, a nakon dva tjedna u bolnici, Zimmermann je postala njegova stalna skrbnica, putujući s njim i Billie gdje god bi pošli. Nakon srčanog udara, Cagney više nije mogao baviti nekim od svojih omiljenih razonoda, jahanjem i plesanjem, pa je postao depresivan odustavši čak i od jednog od omiljenih hobija, slikanja. Cagneyjev liječnik shvatio je kako postaje sve više depresivan, pa potaknut od strane Billie i Zimmermann, Cagney je prihvatio ponudu Miloša Formana da 1981. nastupi u Ragtimeu.
Film je većim dijelom snimljen u Shepperton Studiosu u Londonu, a po svom dolasku u Southampton nakon putovanja na Queen Elizabeth 2, Cagneyja su okružile stotine obožavatelja. Lučki službenici, koji su bili odgovorni za sigurnost na dokovima, rekli su kako nikad nisu vidjeli takvo što, čak ni kad su dolazili Marlon Brando i Robert Redford. Iako mu je to bio prvi film u dvadeset godina, Cagney se odmah uživio. Drugi glumci često su pogrešno izgovarali rečenice, a većina ih je osjećala strahopoštovanje pred Cagneyjem. Howard Rollins, koji je bio nominiran za Oscar za najboljeg sporednog glumca, rekao je, "Bio sam u strahu što ću upoznati g. Cagneyja. Pitao sam kako umrijeti pred kamerom. Samo je rekao, 'Samo umri!' Upalilo je. Tko bi znao više o umiranju od njega?" Cagney je ponavljao savjete koje je davao Pameli Tiffin, te one koje je dijelio s Jackom Lemmonom i Joan Leslie.
Kako je snimanje odmicalo, Cagneyjev se išijas pogoršavao, ali je nastavio raditi na devetotjednom snimanju. On i njegov prijatelj Pat O'Brien pojavili su se u talk-showu Parkinson, a Cagney se iznenadno pojavio na rođendanskoj proslavi Kraljice Majke u London Palladiumu. Njegova pojava nagnala je Kraljicu Majku da se digne, jedini put tijekom cijele priredbe, a kasnije je prekršen protokol kad je došla iza pozornice kako bi porazgovarala s glumcem.
Cagney se prije konačnog umirovljenja 1984. pojavio u televizijskoj seriji Terrible Joe Moran.

### Privatni život
Cagney se 28. rujna 1922. oženio s plesačicom Frances Willard "Billie" Vernon (1899. – 1994.) s kojom je ostao do kraja života. Posvojili su sina, Jamesa Cagneyja Jr., i kćer, Cathleen "Casey" Cagney. I njegov brat William, koji je bio i producent, i njegova sestra Jeanne su bili glumci.
James Cagney umro je u Okrugu Dutchess u Stanfordu u državi New York, u 86. godini, od srčanog udara. Pokopan je na Groblju rajskih vrata u Hawthorneu u državi New York. Lijes su mu nosili boksač Floyd Patterson, Mihail Barišnjikov (koji se nadao da će igrati Cagneyja na Broadwayu), glumac Ralph Bellamy i redatelj Miloš Forman. Njegov bliski prijatelj predsjednik Ronald Reagan održao je govor na sprovodu.

## Počasti
Cagney je 1974. primio nagradu za životno djelo Američkog filmskog instituta. 1980. je nagrađen počastima Kennedy Centera, a 1984. mu je prijatelj Ronald Reagan dodijelio Predsjedničku medalju slobode, najviše civilno odličje u SAD-u.

## Zanimljivosti
- Prema njegovoj autobiografiji Cagney by Cagney, mafija je imala dogovor po kojem bi studijski reflektor težak 'nekoliko stotina kilograma' 'slučajno' pao na njega. Pokušaj ubojstva je otkazan nakon što je George Raft, njegov partner u Each Dawn I Die, iskoristio svoje veze u mafiji kako bi spasio prijatelja.[47]
- Također prema njegovoj biografiji, prvi republikanac za kojeg je glasao bio je Tom Dewey, što je dovelo do snažnih republikanskih veza u Hollywoodu.[48]
- Cagney je tečno govorio jidiš, jezik kojeg je naučio tijekom svog djetinjstva u New Yorku. Njegov talent za jezike omogućio mu je početak karijere u vodvilju. U svojoj uvodnoj sceni u Taksiju 1932., Cagneyjev lik vodi cijeli razgovor na tom jeziku.

## Filmografija
| Godina | Film                                                     | Uloga                                          | Bilješke                                        |
| ------ | -------------------------------------------------------- | ---------------------------------------------- | ----------------------------------------------- |
| 1930.  | Vrata pakla                                              | Steve Mileaway                                 |                                                 |
| 1930.  | Praznik griješnika                                       | Harry Delano                                   |                                                 |
| 1931.  | How I Play Golf, by Bobby Jones No. 11: 'Practice Shots' | On sam                                         | nepotpisan                                      |
| 1931.  | Blonde Crazy                                             | Bert Harris                                    |                                                 |
| 1931.  | Smart Money                                              | Jack                                           |                                                 |
| 1931.  | Milijunaš                                                | Schofield, prodavač osiguranja                 |                                                 |
| 1931.  | Državni neprijatelj                                      | Tom Powers                                     |                                                 |
| 1931.  | Other Men's Women                                        | Ed "Eddie" Bailey                              |                                                 |
| 1932.  | Pobjednik uzima sve                                      | Jim "Jimmy" Kane                               |                                                 |
| 1932.  | Gomila urla                                              | Joe Greer                                      |                                                 |
| 1932.  | Taksi                                                    | Matt Nolan                                     |                                                 |
| 1933.  | Lady Killer                                              | Dan Quigley                                    |                                                 |
| 1933.  | Lakonoga parada                                          | Chester Kent                                   |                                                 |
| 1933.  | Gradonačelnik pakla                                      | Richard "Patsy" Gargan                         |                                                 |
| 1933.  | Picture Snatcher                                         | Danny Kean                                     |                                                 |
| 1933.  | Hard to Handle                                           | Myron C. "Lefty" Merrill                       |                                                 |
| 1934.  | The St. Louis Kid                                        | Eddie Kennedy                                  |                                                 |
| 1934.  | The Hollywood Gad-About                                  | On sam                                         | kratki film                                     |
| 1934.  | Here Comes the Navy                                      | Chester "Chesty" J. O'Conner                   |                                                 |
| 1934.  | He Was Her Man                                           | Flicker Hayes, ili Jerry Allen                 |                                                 |
| 1934.  | Jimmy the Gent                                           | "Jimmy" Corrigan                               |                                                 |
| 1935.  | Pobuna na brodu Bounty                                   | Statist                                        | nepotpisan                                      |
| 1935.  | San Ivanjske noći                                        | Bottom                                         |                                                 |
| 1935.  | The Irish in Us                                          | Danny O'Hara                                   |                                                 |
| 1935.  | Rat gangsterima                                          | "Brick" Davis                                  |                                                 |
| 1935.  | Devil Dogs of the Air                                    | Thomas Jefferson "Tommy" O'Toole               |                                                 |
| 1935.  | Trip Thru a Hollywood Studio                             | On sam                                         | kratki film                                     |
| 1935.  | A Dream Comes True                                       | On sam                                         | kratki film                                     |
| 1935.  | Frisco Kid                                               | Bat Morgan                                     |                                                 |
| 1936.  | Great Guy                                                | Johnny "Red" Cave                              |                                                 |
| 1936.  | Ceiling Zero                                             | Dizzy Davis                                    |                                                 |
| 1937.  | Something to Sing About                                  | Terrence "Terry" Rooney                        | kazališno ime Thadeus McGillicuddy              |
| 1938.  | Anđeli garava lica                                       | Rocky Sullivan                                 | Nominacija za Oscar za najboljeg glavnog glumca |
| 1938.  | Boy Meets Girl                                           | Robert Law                                     |                                                 |
| 1938.  | For Auld Lang Syne                                       | On sam                                         | kratki film                                     |
| 1939.  | Burne dvadesete                                          | Eddie Bartlett                                 |                                                 |
| 1939.  | Each Dawn I Die                                          | Frank Ross                                     |                                                 |
| 1939.  | Hollywood Hobbies                                        | On sam                                         | kratki film                                     |
| 1939.  | The Oklahoma Kid                                         | Jim Kincaid                                    |                                                 |
| 1940.  | City for Conquest                                        | Danny Kenny (Mladi Samson)                     |                                                 |
| 1940.  | Torrid Zone                                              | Nick "Nicky" Butler                            |                                                 |
| 1940.  | The Fighting 69th                                        | Jerry Plunkett                                 |                                                 |
| 1941.  | The Bride Came C.O.D.                                    | Steve Collins                                  |                                                 |
| 1941.  | The Strawberry Blonde                                    | T. L. "Biff" Grimes                            |                                                 |
| 1942.  | Yankee Doodle Dandy                                      | George M. Cohan                                | Oscar za najboljeg glavnog glumca               |
| 1942.  | Kapetani oblaka                                          | Brian MacLean                                  |                                                 |
| 1943.  | Johnny Come Lately                                       | Tom Richards                                   |                                                 |
| 1943.  | You, John Jones!                                         | John Jones                                     | kratki film                                     |
| 1944.  | Battle Stations                                          | Pripovjedač                                    | kratki film                                     |
| 1945.  | Krv na suncu                                             | Nick Condon                                    |                                                 |
| 1947.  | 13 Rue Madeleine                                         | Robert Emmett "Bob" Sharkey ili Gabriel Chavat |                                                 |
| 1948.  | The Time of Your Life                                    | Joseph T.                                      |                                                 |
| 1949.  | Usijanje                                                 | Arthur "Cody" Jarrett                          |                                                 |
| 1950.  | Priča iz West Pointa                                     | Elwin "Bix" Bixby                              |                                                 |
| 1950.  | Kiss Tomorrow Goodbye                                    | Ralph Cotter                                   |                                                 |
| 1951.  | Starlift                                                 | On sam                                         | Cameo                                           |
| 1951.  | Come Fill the Cup                                        | Lew Marsh                                      |                                                 |
| 1952.  | Cijena slave                                             | Satnik Flagg                                   |                                                 |
| 1953.  | Lav je na ulici                                          | Hank Martin                                    |                                                 |
| 1955.  | Gospodin Roberts                                         | Satnik Morton                                  |                                                 |
| 1955.  | The Seven Little Foys                                    | George M. Cohan                                |                                                 |
| 1955.  | Voli me ili ostavi                                       | Martin Snyder                                  | Nominacija za Oscar za najboljeg glavnog glumca |
| 1955.  | Run for Cover                                            | Matt Dow                                       |                                                 |
| 1956.  | These Wilder Years                                       | Steve Bradford                                 |                                                 |
| 1956.  | Tribute to a Bad Man                                     | Jeremy Rodock                                  |                                                 |
| 1957.  | Short-Cut to Hell                                        | On sam                                         | u sekvenci prije uvodne špice, + redatelj       |
| 1957.  | Čovjek s tisuću lica                                     | Lon Chaney                                     |                                                 |
| 1959.  | Shake Hands with the Devil                               | Sean Lenihan                                   |                                                 |
| 1959.  | Nikad ne kradi nešto malo                                | Jake MacIllaney                                |                                                 |
| 1960.  | The Gallant Hours                                        | Admiral William F. Halsey, Jr.                 | + producent                                     |
| 1961.  | Jedan, dva, tri                                          | C.R. MacNamara                                 |                                                 |
| 1968.  | Arizona Bushwhackers                                     | Pripovjedač                                    |                                                 |
| 1981.  | Ragtime                                                  | Rhinelander Waldo                              |                                                 |

## Televizija
- The Ballad of Smokey the Bear (1966.) - glas, pripovjedač
- Terrible Joe Moran (1984.)

## Vanjske poveznice
- James Cagney u internetskoj bazi filmova IMDb-u (engl.)
- James Cagney na Internet Broadway Databaseu (engl.)